# Список глав государств в 1734 году
| 1733 ← Список глав государств по годам → 1735 |

## Азия
- Афганистан (династия Хотаки) — Хусейн Султан, эмир (1725—1738)
- Бруней — Мухаммад Алауддин, султан (1730—1737)
- Бутан — Мипхам Вангпо, друк дези (1729—1736)
- Великих Моголов империя — Мухаммад Шах, падишах (1719—1748)
- Грузинское царство — 
  -  Гурийское княжество — Мамия IV Гуриели, князь (1726—1756, 1758—1765, 1771—1776)
  -  Имеретинское царство — Александр V, царь (1720—1741, 1742—1752)
  -  Картлийское царство — под прямым управлением Османской империи (1727—1735)
  -  Кахетинское царство — Теймураз II, царь (1732—1744)
  -  Мегрельское княжество — Отия Дадиани, князь (1728—1757)
- Дайвьет — Ле Тхуан-тонг, император (1732—1735)
- Джунгарское ханство  — Галдан Цэрэн, хан (1727—1745)
- Индия —
  - Амбер (Джайпур) — Джай Сингх II, Махараджа савай (1699—1743)
  - Араккал[англ.] — Биби Джунумабе I, али раджа[англ.] (1732—1745)
  - Ахом — Сутанфаа, махараджа[англ.] (1714—1744)
  - Бансвара — Бишан Сингх, раджа (1713—1737)
  - Барвани — Ануп Сингх, рана (1730—1760)
  - Барода — Дамаджи Гаеквад, махараджа (1732—1768)
  - Башахра[англ.] — Рам Сингх, рана[кат.] (1725—1761)
  - Биканер — Суджан Сингх, махараджа[англ.] (1700—1735)
  - Биласпур (Калур) — Аймер Чанд, раджа (1692—1738)
  - Бунди — Будх Сингх, раджа (1696—1735)
  - Бхавнагар — Бхавсинхжи I Ратанджи, такур сахиб (1703—1764)
  - Бхаратпур — Бадан Сингх, махараджа (1722—1755)
  - Бхопал — Мохаммад Хан, наваб (1728—1742)
  - Ванканер — Кесарисинхжи I Чандрасингхжи, раджа (1728—1749)
  - Гвалиор — Раноджи Шинде, махараджа (1731—1745)
  - Гондал — Халоджи Саграмжи, тхакур сахиб (1714—1753)
  - Гулер[англ.] — Далип Сингх, раджа[англ.] (1695—1741)
  - Даспалла[англ.] — Падманав Део Бханж, раджа[англ.] (1701—1753)
  - Датия — Индражит Сингх, раджа (1733—1762)
  - Девас младшее[англ.] — Дживаджи Рао, раджа[англ.] (1728—1774)
  - Девас старшее[англ.] — Тукоджи Рао I, раджа[англ.] (1728—1754)
  - Джайнтия[англ.] — Бар Госен, раджа[англ.] (1731—1770)
  - Джанжира — 
    - Хасан Хан, вазир (1732—1734, 1740—1745)
    - Сумбул Хан, вазир (1734—1737)

  - Джайсалмер — Акхи Сингх, махараджа (1722—1762)
  - Джалавад (Дрангадхра) — Раисинхжи Пратапсинхжи, сахиб (1729—1744)
  - Дженкантал[англ.] — Бража Бехари, раджа[кат.] (1728—1741)
  - Джхабуа — Шео Сингх, раджа (1727—1758)
  - Джунагадх — Мухаммад Шер Хан Баби, наваб (1730—1758)
  - Дхар — Удажи I Павар, рана (1730—1742)
  - Дхолпур — Бхим Сингх, рана (1717—1756)
  - Дунгарпур — Шив Сингх, махараджа (1730—1785)
  - Идар — Ананд Сингх, раджа (1729—1753)
  - Индаур — Малхар I, махараджа (1734—1766)
  - Камбей — Мирза Джаффар Мумин, наваб (1730—1742)
  - Караули — 
    - Канвар Пал, махараджа (1688—1734)
    - Гопал Сингх, махараджа (1734—1757)

  - Кач — Дешалджи I, раджа (1718—1752)
  - Келади[англ.] — Сомашекара Найяка II, раджа[англ.] (1714—1739)
  - Кишангарх — Раж Сингх, махараджа (1706—1748)
  - Кодагу (Коорг)[англ.] — Додда Вираппа, раджа[англ.] (1687—1736)
  - Колхапур — Самбхаджи I, раджа (1714—1760)
  - Кота — Дуржан Сал, махараджа (1723—1756)
  - Кочин — Рама Варма VI, махараджа (1731—1746)
  - Куч-Бихар — Упендра Нарайян, раджа (1714—1763)
  - Ладакх — Дескьонг Намгьял, раджа[англ.] (1729—1739)
  - Лунавада[англ.] — Нар Сингх, рана[англ.] (1711—1735)
  - Мадурай — Меенакши, королева-регент(1731—1736)
  - Майсур — 
    - Чамараджа Водеяр VII, махараджа (1732—1734)
    - Кришнараджа Водеяр II, махараджа (1734—1766)

  - Малеркотла — Джамаль Хан, наваб (1717—1762)
  - Манди — Шамшер Сен, раджа (1727—1781)
  - Манипур — Памхейба, раджа[англ.] (1709—1754)
  - Маратхская империя — Шахуджи I, чхатрапати (император) (1707—1749)
  - Марвар (Джодхпур) — Абхай Сингх, раджа (1724—1749)
  - Мевар (Удайпур) — 
    - Санграм Сингх II, махарана (1710—1734)
    - Джагат Сингх II, махарана (1734—1751)

  - Морви — Алияджи Раваджи, сахиб (1733—1739)
  - Мудхол — 
    - Сардар Ахаяджи, раджа (1700—1734)
    - Пираджирао, раджа (1734—1737)

  - Наванагар — Тамачи II Хардхолджи, джам (1727—1743)
  - Нарсингхгарх — Моти Сингжи, раджа (1695—1751)
  - Орчха — Удват Сингх, раджа (1689—1735)
  - Паланпур — Пахар Хан II, диван (1732—1743)
  - Панна — Хардесах Сингх, раджа (1731—1739)
  - Порбандар — Викматжи III Химоджи, рана (1728—1757)
  - Пратабгарх — Гопал Сингх, махарават (1721—1756)
  - Пудуккоттай — Виджайя Рагхунатха Райя Тондемен I, раджа (1730—1769)
  - Раджгарх — Амар Сингх, рават (1714—1740)
  - Раджпипла — Гомалсингхжи Джитсинхжи, махарана (1730—1754)
  - Ратлам — Ман Сингх, махараджа (1717—1743)
  - Рева — Авадхут Сингх, раджа (1700—1755)
  - Рохилкханд — Али Мохаммед Хан, наваб (1721—1748)
  - Савантвади — Пхонд Савант Бхонсле II, раджа (1709—1738)
  - Самбалпур[англ.] — Абхай Сингх, раджа[англ.] (1732—1778)
  - Сирмур — Биджай Пракаш, махараджа (1712—1736)
  - Сирохи — Ман Сингх III, раджа (1705—1749)
  - Ситамау — Кешо Дас, раджа (1701—1748)
  - Сонепур — Дивья Сингх Део, раджа (1725—1766)
  - Сукет — Гарур Сен, раджа (1721—1748)
  - Танджавур — Туккоджи, раджа (1728—1736)
  - Траванкор — Мартханда Варма, махараджа (1729—1758)
  - Трипура — Мукунда Маникья, раджа[англ.] (1729—1739)
  - Хайдарабад — Асаф Джах I, низам (1724—1748)
  - Хилчипур[англ.] — Фатех Сингх, деван[англ.] (1715—1738)
  - Хиндол[англ.] — Дамодар Сингх Нарендра, раджа[англ.] (1733—1770)
  - Чамба — Угар Сингх, раджа (1720—1735)
  - Читрадурга[англ.] — Мадакари Найяка IV, найяк[англ.] (1721—1748)
  - Шахпура — Умаид Сингх I, раджа (1729—1769)
- Индонезия —
  - Аче — Алауддин Ахмад Шах, султан (1727—1735)
  - Бантам — Абу аль-Фатхи Мухаммад Сиифа, султан[англ.] (1733—1750)
  - Бачан — Хамза Тарафан Нур, султан[англ.] (1732—1741)
  - Дели — Пасутан, туанку (1728—1761)
  - Матарам — Пакубовоно II, сусухунан (1726—1745)
  - Сиак — Абдул Джалил Рахмад Шах I, султан (1725—1746)
  - Сулу — Насаруд-Дин, султан[англ.] (1732—1735)
  - Тернате — Амир Искандар Зулькарнен Саифуддин, султан (1714—1751)
  - Тидоре — Муидуддин Маликулманан, султан[англ.] (1728—1757)
- Иран  — Аббас III, шахиншах (1732—1736)
- Йемен — 
  - Вахиди — Хасан бин Хади, султан (1706—1766)
  - Верхняя Яфа — Али ибн Ахмад ибн Хархара, султан (ок. 1730 — ок. 1735)
  - Катири — Амр ибн Бадр аль-Катир, султан (1725—1760)
  - Лахедж — Фадл I ибн Али аль-Саллами, султан (1728—1742)
  - Нижняя Яфа — Сайф ибн Кахтан, султан (ок. 1720 — ок.1740)
  - Фадли — Абдаллах I бин Ахмад, султан (ок. 1730 — ок. 1760)
- Казахское ханство — 
  - Младший жуз — Абулхайр, хан (1718—1748)
  - Средний жуз — 
    - Самеке, хан (1719—1734)
    - Абилмамбет, хан (1734—1771)

  - Старший жуз — Жолбарыс, хан (1730—1740)
- Камбоджа — Сатта II, король[англ.] (1722—1736, 1749)
- Канди — Вира Нарендра Синха, царь[англ.] (1707—1739)
- Китай (Империя Цин)  — Юнчжэн (Иньчжэнь), император[англ.] (1722—1735)
- Лаос  — 
  - Вьентьян  — Онг Лонг, король (1730—1767)
  - Луангпхабанг  — Тао Анг (Интасон), король (1723—1749)
  - Пхуан  — Кхам Сатха, король (1723—1751)
  - Тямпасак  — Нокасад, король (1713—1737)
- Малайзия — 
  - Джохор — Сулейман Бадрул Алам Шах, Султан[англ.] (1722—1760)
  - Кедах — Мухаммад Жива Зайнал Адилин II, султан[англ.] (1710—1778)
  - Келантан — 
    - Лонг Бахар, раджа[англ.] (1721—1734)
    - Лонг Сулейман, раджа[англ.] (1734—1739, 1746—1756)

  - Паттани — Юнус, раджа (1729—1749)
  - Перак — Музаффар Рийят Шах III, султан (1728—1752)
  - Тренгану — Мансур Шах I, султан (1733—1793)
- Мальдивы — Ибрагим Искандар II, султан (1720—1750)
- Мьянма — 
  - Ванмо[англ.] — 
    - Сао Тунг Нгаи I, саофа[англ.] (1727—1734)
    - междуцарствие (1734—1735)

  - Йонгве[англ.] — Хток Ша Са, Саофа[англ.] (1733—1737)
  - Кенгтунг[англ.] — Монг Хкон, саофа[англ.] (1730—1735, 1739—1742)
  - Локсок (Ятсок)[англ.] — Хкун Шве Тха, саофа[англ.] (1729—1753)
  - Могаун[англ.] — Хум, саофа[англ.]  (1729—1739)
  - Сенви[англ.] — Сао Хкам Хсонг Хпа, саофа[англ.] (1730—1746)
  - Аракан (Мьяу-У) — 
    - Санда Тюрия III, царь[англ.] (1731—1734)
    - Нарадипати II, царь[англ.] (1734—1735)

  - Таунгу — Махадхаммараза Дипади, царь[англ.]  (1733—1752)
- Непал —
  - Бхактапур — Ранажит Малла, раджа[англ.] (1722—1769)
  - Горкха — Нара Бхупал Шах, махараджадхираджа (1716—1743)
  - Катманду (Кантипур) — Джагаджайя Малла, раджа[англ.] (1722—1736)
  - Лалитпур — Вишну Малла, раджа[англ.] (1729—1745)
- Оман — Сайф II ибн Султан, имам (1718—1719, 1720—1722, 1723—1724, 1728—1742)
- Османская империя — Махмуд I, султан (1730—1754)
- Пакистан — 
  - Калат — Мухаббат, хан (1730—1749)
  - Синд (династия Калхара) — Нур Мухаммад Калхоро, худа хан[англ.] (1719—1755)
  - Харан — Пурдил, мир (1711—1747)
  - Читрал — Шах Афзал I, мехтар (1724—1754)
- Рюкю — Сё Кэй, ван (1712—1752)
- Сикким — Пунцог Намгьял I, чогьял (1733—1780)
- Таиланд — 
  - Аютия — Боромакот (Бороммарачатират III), король (1733—1758)
  - Ланнатай — Онг Кхам, король[англ.] (1727—1759)
- Тибет — Кэлсанг Гьяцо (Далай-лама VII), далай-лама[англ.] (1720—1757)
- Узбекистан — 
  - Бухарское ханство — Абулфейз, хан (1711—1747)
  - Кокандское ханство — Абдулкарим, хан (1733—1750)
  - Хивинское ханство (Хорезм) — Ильбарс II, хан (1728—1740)
- Филиппины — 
  - Магинданао — Байан ал-Анвар, султан (1702—1736)
- Чосон  — Ёнджо, ван (1724—1776)
- Япония — 
  - Накамикадо (Ёсихито), император (1709—1735)
  - Токугава Ёсимунэ, сёгун (1716—1745)

## Америка
- Бразилия — Васко Фернандес Сезар де Менезес, вице-король[порт.] (1720—1735)
- Новая Испания — 
  - Хуан де Акунья-и-Бехарано, вице-король (1722—1734)
  - Хуан Антонио де Висаррон-и-Эгиаррета, вице-король (1734—1740)
- Перу — Хосе де Армендарис, вице-король (1724—1736)

## Африка
- Аусса — Кандхафо, султан (1734—1749)
- Ашанти — Отумфуо Нана Опоку Варе Катакьие, ашантихене (1720—1750)
- Багирми — Ванья, султан (1722—1736)
- Бамбара (империя Сегу) — Кулибали, битон (1712—1755)
- Бамум — Куту, мфон (султан)[англ.] (1672—1757)
- Бени-Аббас[англ.] — Бузид Мокрани, султан[фр.] (1680—1735)
- Бенинское царство — Акензуа I, оба[англ.] (1713—1740)
- Борну — Мухаммад VII, маи[нем.] (1729—1744)
- Буганда — 
  - Ндавула, кабака (ок. 1724 — ок. 1734)
  - Кагулу, кабака (ок. 1734 — ок. 1736)
- Буньоро — Духага, омукама (1731— ок.1782)
- Бурунди — Мвези III, мвами (король) (1709—1739)
- Бусса[англ.] — Ерима Бусса дан Кисеру Броди, киб (1730—1750)
- Ваало[англ.] — 
  - Йерим Надате Бубу, король (1733—1734)
  - Меу Мбоди Кумба Хеди, король (1734—1735)
- Варсангали[англ.] — Мохамед, султан[кат.] (1705—1750)
- Вогодого — Кум I, нааба (ок. 1710 — ок. 1740)
- Гаро (Боша) — Вако, тато[англ.] (ок. 1720 — ок. 1740)
- Гвирико[англ.] — Фамаган Уаттара, царь[англ.] (ок. 1714 — ок. 1742)
- Дагомея — Агажа, ахосу (1718 — 1740)
- Дамагарам — Маллам Юнус дан Ибрам, султан (1731—1746)
- Дарфур — Умар Леле ибн Мухаммад I Доура, султан (1732—1739)
- Денкира[англ.] — Амоако Атта Кума, денкирахене[англ.] (1725—1770)
- Джолоф — аль-Бури Дьякер, буур-ба[англ.] (1721—1740)
- Имерина — Андриамбеломасина, король[англ.] (1730—1770)
- Кайор — Иса-Тенде, дамель (1719—1748)
- Кано[англ.] — Кумбари, султан[англ.] (1731—1743)
- Каффа — Гаки Гаотшо, царь (ок. 1710 — 1742)
- Койя — Наимбанна II, обаи (1720—1793)
- Конго — Мануэль II, маниконго[англ.] (1718—1743)
- Лунда — Кутеба I Кат Катенг, муата ямво (ок. 1720— ок. 1750)
- Марокко — 
  - Абдалла, султан (1729—1734, 1736, 1740—1741, 1741—1742, 1743—1747, 1748—1757)
  - Али, султан (1734—1736)
- Массина — Гидадо, ардо (1706—1761)
- Матамба и Ндонго[англ.] — Афонсо I, король[англ.] (1721—1741)
- Мутапа — Саматамбира Ньямханду I, мвенемутапа[англ.] (1712—1735)
- Нри[англ.] — Эвенетем, эзе[англ.] (1724—1794)
- Руанда — Кигели III Ндабараса, мвами (1708—1741)
- Салум — 
  - Бирам Хуредья Тьек Ндао, маад (1732—1734)
  - Ндене Ндиае Биге Ндао, маад (1734—1753)
- Свазиленд (Эватини) — Дламини III, вождь (1720—1744)
- Сеннар — Бади IV (Абу Шеллук), мек (1724—1762)
- Твифо-Хеман (Акваму)[англ.] — Аконно Кума, регент (1730—1744)
- Трарза — Амар II ульд Адди, эмир (1727—1757)
- Тунис — Хусейн I ибн Али, бей (1705—1735)
- Харар[англ.] — Хамид ибн Абубакар, эмир[англ.] (1733—1747)
- Эфиопия — Иясу II (Алем Сагад), император (1730—1755)

## Европа
- Андорра —
  - Людовик XV, король Франции, князь-соправитель (1715—1774)
  - Симео де Гвинда-и-Апестегуи, епископ Урхельский, князь-соправитель (1714—1737)
- Валахия — Григорий II Гика, господарь (1733—1735, 1748—1752)
- Великобритания и Ирландия — 
  - Георг II, король (1727—1760)
  - Роберт Уолпол, премьер-министр (1721—1742)
- Венгрия — Карл III (император Карл VI), король (1711—1740)
- Дания — Кристиан VI, король (1730—1746)
- Испания — Филипп V, король (1700—1724, 1724—1746)
- Италия —
  - Венецианская республика — Карло Руццини, дож (1732—1735)
  - Гвасталла — Джузеппе Мария Гонзага, герцог[англ.] (1729—1746)
  - Генуэзская республика — 
    - Доменико-Мария Спинола, дож (1732—1734)
    - Стефано Дураццо, дож (1734—1736)

  - Масса и Каррара — Мария Тереза, княгиня (1731—1790)
  - Модена и Реджо — Ринальдо д’Эсте, герцог (1694—1737)
  - Пармское герцогство — Карл I Бурбон, герцог (1731—1735)
  - Пьомбино — Мария Элеонора I Бонкомпаньи, княгиня (1733—1745)
  - Сардинское королевство — Карл Эммануил III, король (1730—1773)
  - Тосканское герцогство — Джан Гастоне, великий герцог (1723—1737)
- Калмыцкое ханство — Церен-Дондук, хан (1724—1735)
- Крымское ханство — Каплан I Герай, хан (1707—1708, 1713—1716, 1730—1736)
- Молдавское княжество — Константин IV Маврокордат, господарь (1733—1735, 1741—1743, 1748—1749, 1769)
- Монако — Оноре III, князь (1733—1793)
- Нидерланды (Республика Соединённых провинций) —
  - Второй период без штатгальтера[англ.] (1702—1747)
  - Симон ван Слигеландт[англ.], великий пенсионарий[англ.] (1727—1736)
- Норвегия — Кристиан VI, король (1730—1746)
- Папская область — Климент XII, папа (1730—1740)
- Португалия — Жуан V Великодушный, король (1706—1750)
- Пруссия — Фридрих Вильгельм I, король, курфюрст Бранденбургский (1713—1740)
- Речь Посполитая — 
  - Станислав Лещинский, король Польши и великий князь Литовский (1704—1709, 1733—1734)
  - Август III, король Польши и великий князь Литовский (1734—1763)
  -  Курляндия и Семигалия — Фердинанд, герцог (1711—1737)
- Российская империя — Анна, императрица (1730—1740)
- Священная Римская империя — Карл VI, император (1711—1740)
  - Австрия — Карл III (император Карл VI), эрцгерцог (1711—1740)
  - Ангальт —
    - Ангальт-Бернбург — Виктор II Фридрих, князь (1721—1765)
    - Ангальт-Бернбург-Шаумбург-Хойм — Виктор I Амадей Адольф, князь[англ.] (1727—1772)
    - Ангальт-Дессау — Леопольд I, князь (1693—1747)
    - Ангальт-Дорнбург —
      - Иоганн Людвиг II, князь (1704—1746)
      - Кристиан Август, князь (1704—1747)
      - Иоганн Фридрих, князь (1704—1742)

    - Ангальт-Кётен — Август Людвиг, князь (1728—1755)
    - Ангальт-Цербст — Иоганн Август, князькнязь (1718—1742)

  - Ансбах — Карл Вильгельм Фридрих, маркграф (1723—1757)
  - Бавария — Карл Альбрехт, курфюрст (1726—1745)
  - Баден —
    - Баден-Баден — Людвиг Георг, маркграф (1707—1761)
    - Баден-Дурлах — Карл III Вильгельм, маркграф (1709—1738)

  - Байрет (Кульмбах) — Георг Фридрих Карл, маркграф (1726—1735)
  - Брауншвейг-Вольфенбюттель — Людвиг Рудольф, герцог (1731—1735)
    - Брауншвейг-Вольфенбюттель-Беверн — Фердинанд Альбрехт II, герцог (1687—1735)

  - Вальдек-Пирмонт — Карл Август, князь (1728—1763)
  - Восточная Фризия — 
    - Георг Альбрехт, князь (1708—1734)
    - Карл Эдцард, князь (1734—1744)

  - Вюртемберг — Карл Александр, герцог (1733—1737)
  - Ганау — Иоганн Рейнхард III, граф (1712—1736)
  - Ганноверское курфюршество (Брауншвейг-Люнебург) — Георг Август, курфюрст (1727—1760)
  - Гессен —
    - Гессен-Гомбург — Фридрих III, ландграф (1708—1746)
    - Гессен-Дармштадт — Эрнст Людвиг, ландграф (1678—1739)
    - Гессен-Кассель — Фридрих (король Швеции Фредерик I), ландграф (1730—1751)
    - Гессен-Ротенбург — Эрнст Леопольд, ландграф (1725—1749)
    - Гессен-Филипсталь — Карл I, ландграф (1721—1770)
      - Гессен-Филипсталь-Бархфельд — Вильгельм, ландграф (1721—1761)

  - Гогенцоллерн-Гехинген — Фридрих Людвиг, князь (1730—1750)
  - Гогенцоллерн-Зигмаринген — Иосиф, князь (1715—1769)
  - Гогенцоллерн-Хайгерлох — Фердинанд Антон Леопольд, граф (1702—1750)
  - Гольштейн-Готторп — Карл Фридрих, герцог (1702—1739)
  - Кёльнское курфюршество — Клеменс Август Баварский, курфюрст (1723—1761)
  - Лихтенштейн — Иоганн Непомук, князь (1732—1748)
  - Лотарингия — Франц I Стефан, герцог (1729—1737)
  - Майнцское курфюршество — Филипп Карл фон Эльтц, курфюрст (1732—1743)
  - Мекленбург —
    - Мекленбург-Стрелиц — Адольф Фридрих III, герцог (1708—1752)
    - Мекленбург-Шверин — Карл Леопольд, герцог (1713—1747)

  - Нассау —
    - Нассау-Вейльбург — Карл Август, князь (1719—1753)
    -  Нассау-Дилленбург[англ.] — Кристиан, князь (1724—1739)
    - Нассау-Зиген — 
      - Фридрих Вильгельм II, князь (1722—1734)
      - в 1734 году вошло в состав княжества Оранж-Нассау

    - Нассау-Саарбрюккен — Карл, граф (1728—1735)
    - Нассау-Узинген — Карл, князь (1718—1775)
    - Оранж-Нассау[англ.] — Вильгельм IV Оранский, князь[англ.] (1711—1751)

  - Пфальц — Карл III Филипп, курфюрст (1716—1742)
    - Пфальц-Биркенфельд-Гельнхаузен[англ.] — Фридрих Бернард, пфальцграф[англ.] (1704—1739)
    - Пфальц-Зульцбах — Карл IV Теодор, пфальцграф (1733—1742)
    - Пфальц-Цвейбрюккен — Кристиан III, пфальцграф (1731—1735)

  - Саксония — Фридрих Август II, курфюрст (1733—1763)
    - Саксен-Веймар — Эрнст Август I, герцог (1707—1748)
    - Саксен-Вейсенфельс — Кристиан, герцог (1712—1736)
      - Саксен-Вейсенфельс-Барби — Генрих Альбрехт, герцог (1728—1739)

    - Саксен-Гильдбурггаузен — Эрнст Фридрих II, герцог (1724—1745)
    - Саксен-Гота-Альтенбург — Фридрих III, герцог (1732—1772)
    - Саксен-Кобург-Заальфельд — Кристиан Эрнст, герцог (1729—1745)
    - Саксен-Мейнинген —
      - Карл Фридрих, герцог (1729—1743)
      - Фридрих Вильгельм, герцог (1706—1746)
      - Антон Ульрих, герцог (1706—1763)

    - Саксен-Мерзебург — Генрих, герцог (1731—1738)
    - Саксен-Эйзенах — Вильгельм Генрих, герцог (1729—1741)

  - Трирское курфюршество — Франц Георг фон Шёнборн, курфюрст (1729—1756)
  - Чехия — Карл II (император Карл VI), король (1711—1740)
    - Силезские княжества —
      - Берутувское княжество (герцогство Бернштадт) — Карл, князь (1697—1745)
      - Олесницкое княжество (герцогство Эльс) —
        - Карл Фридрих II, князь (1704—1744)
        - Христиан Ульрих II, князь (в Вильгельминенорте) (1704—1734)
        - Карл Кристиан Эрдман, князь (в Вильгельминенорте) (1734—1744)

  - Шаумбург-Липпе — Альбрехт Вольфганг, граф (1728—1748)
  - Шварцбург-Зондерсгаузен — Гюнтер XLIII, князь (1721—1740)
  - Шварцбург-Рудольштадт — Фридрих Антон, князь (1718—1744)
- Франция — Людовик XV, король (1715—1774)
- Швеция — Фредрик I, король (1720—1751)

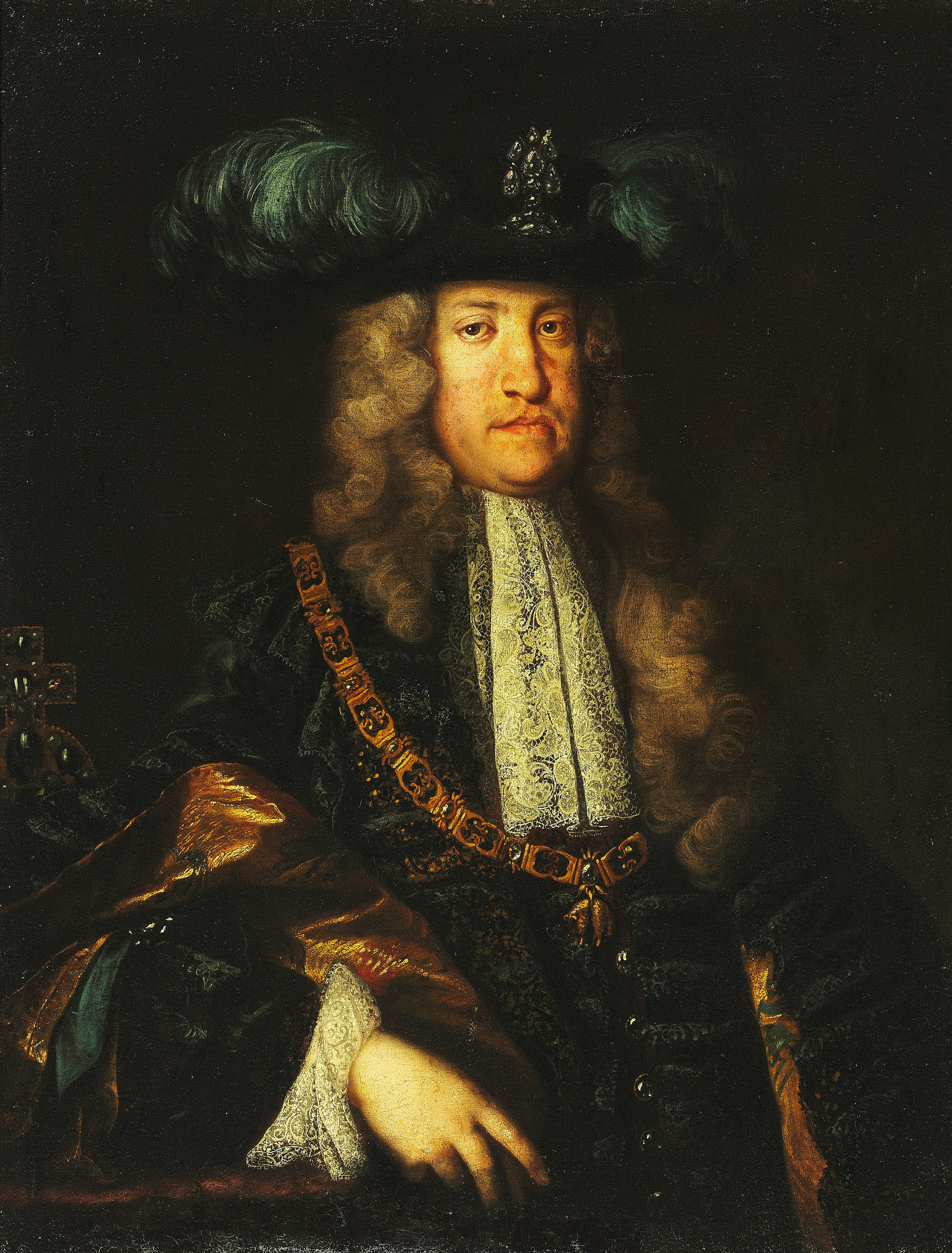
Карл VI 1711-1740 Император Священной Римской империи, король Венгрии и Чехии
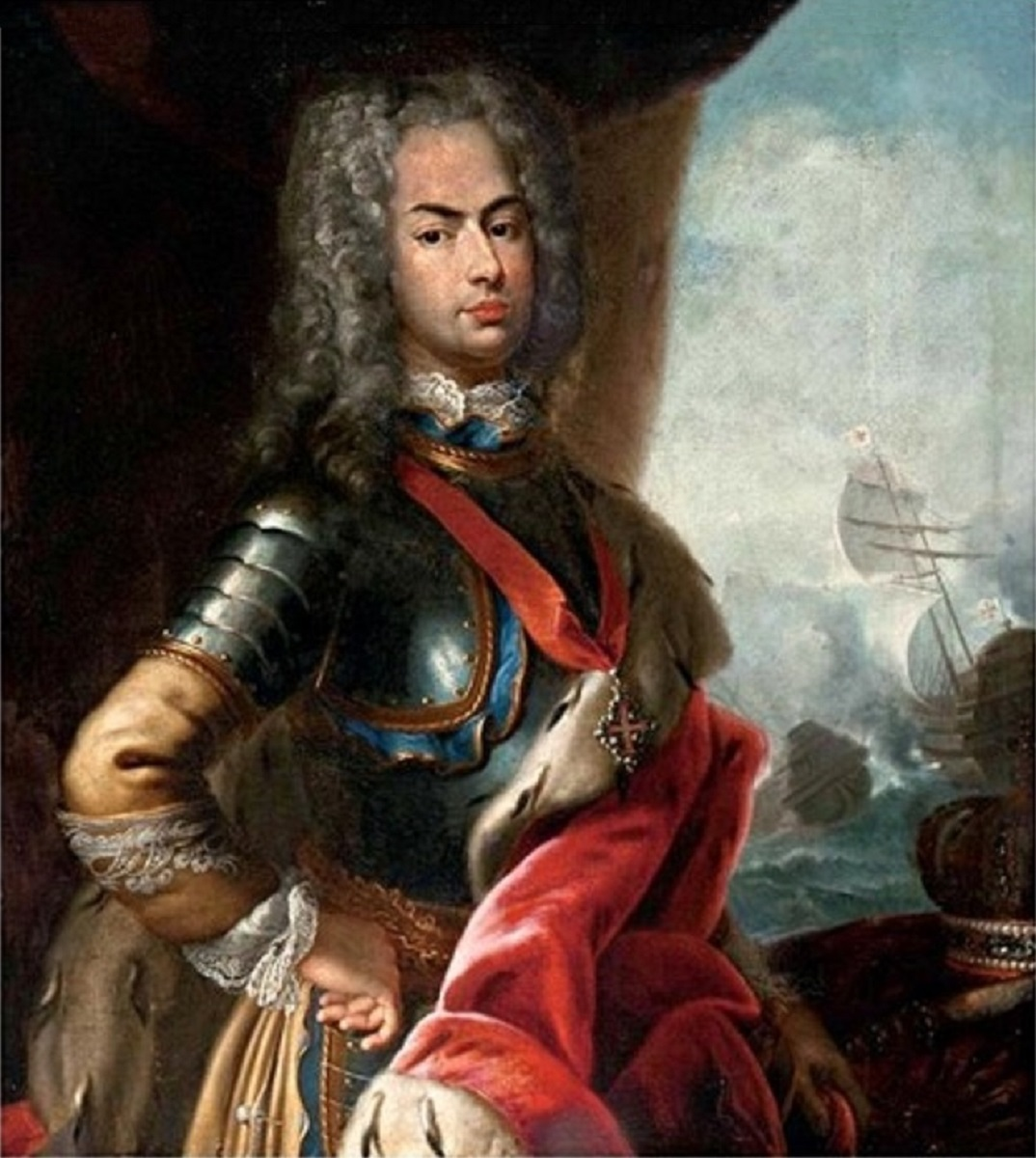
Жуан V Великодушный 1706-1750 Король Португалии
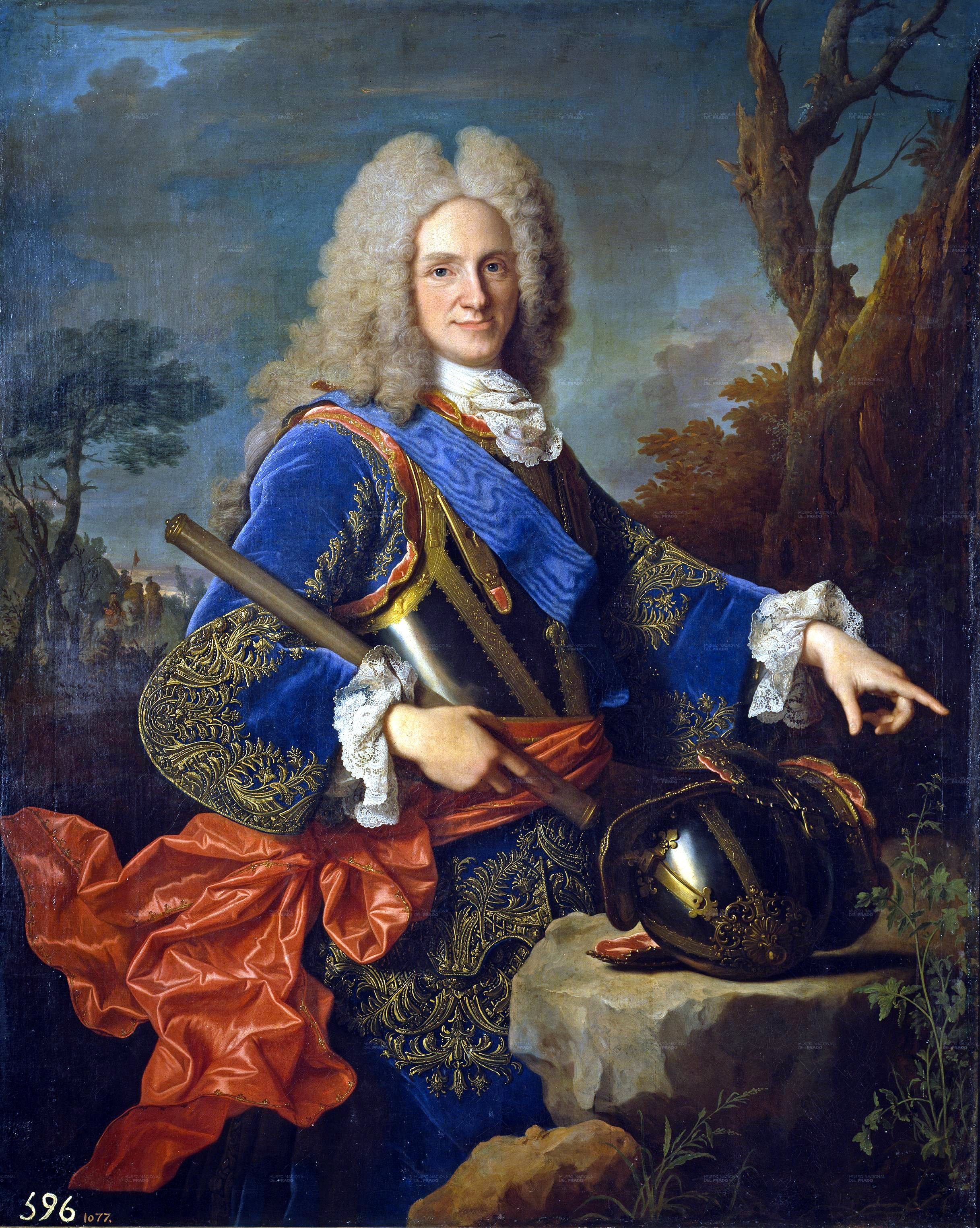
Филипп V 1700-1724,1724-1746 Король Испании
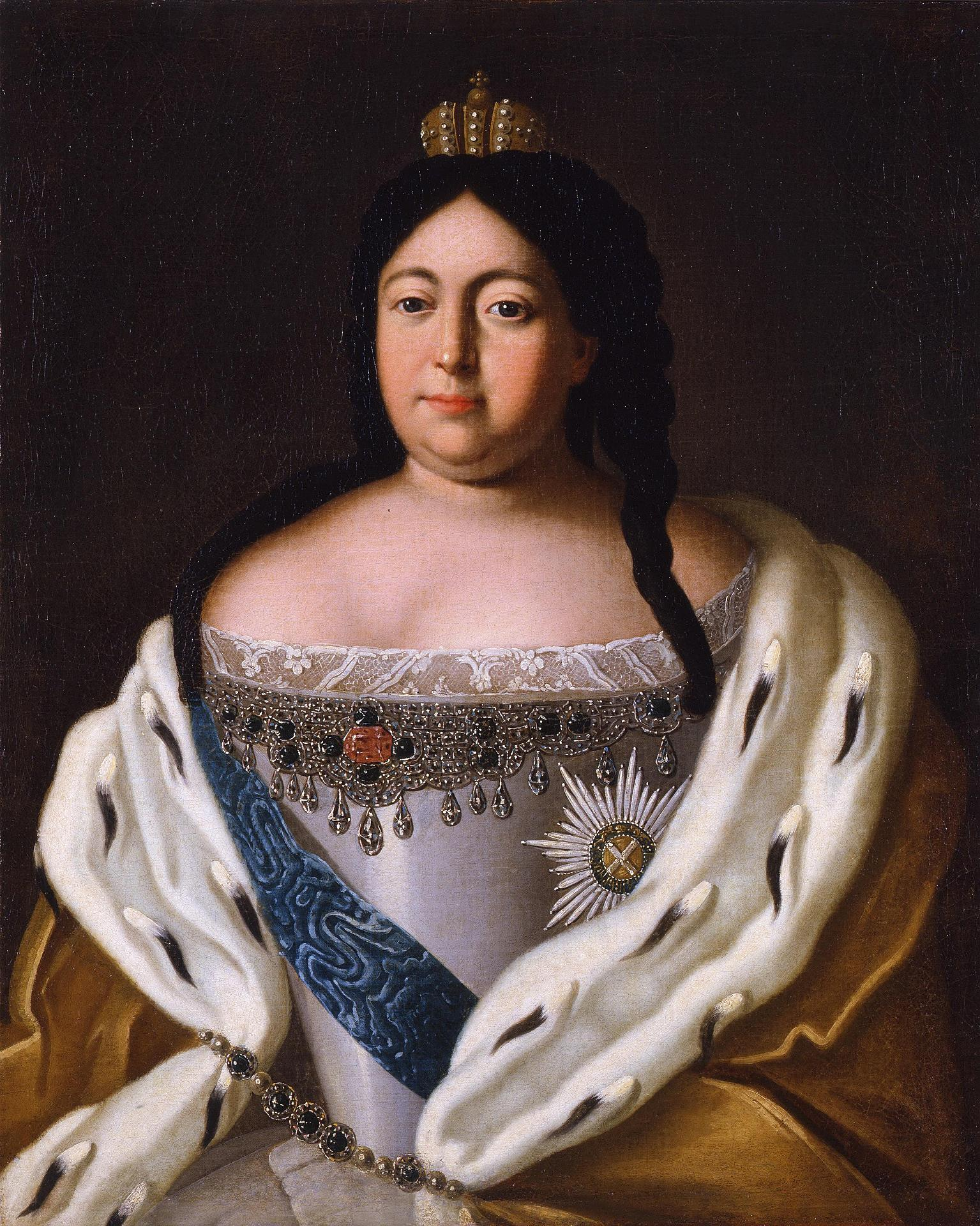
Анна 1730-1740 Императрица Всероссийская
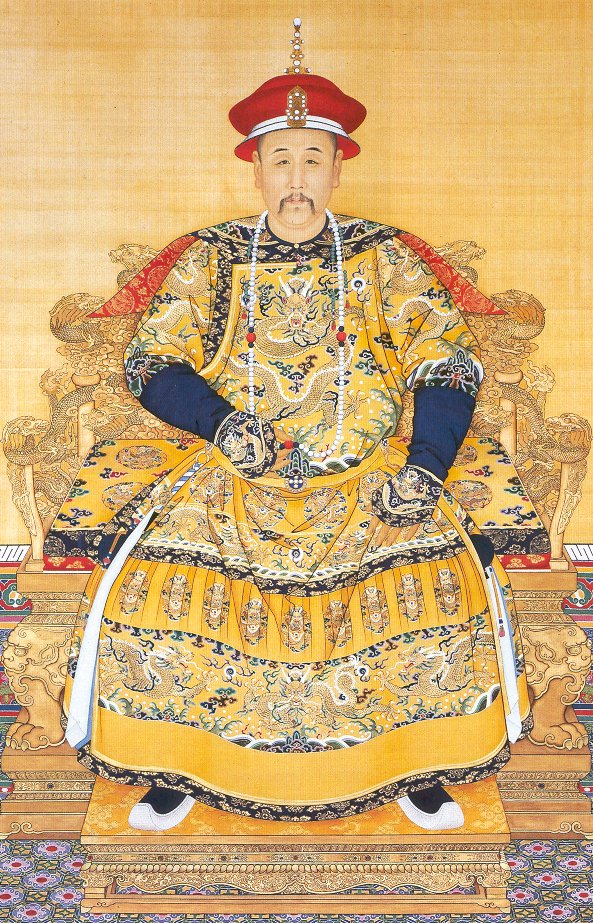
Юнчжэн 1722-1735 Император Китая (Цин)
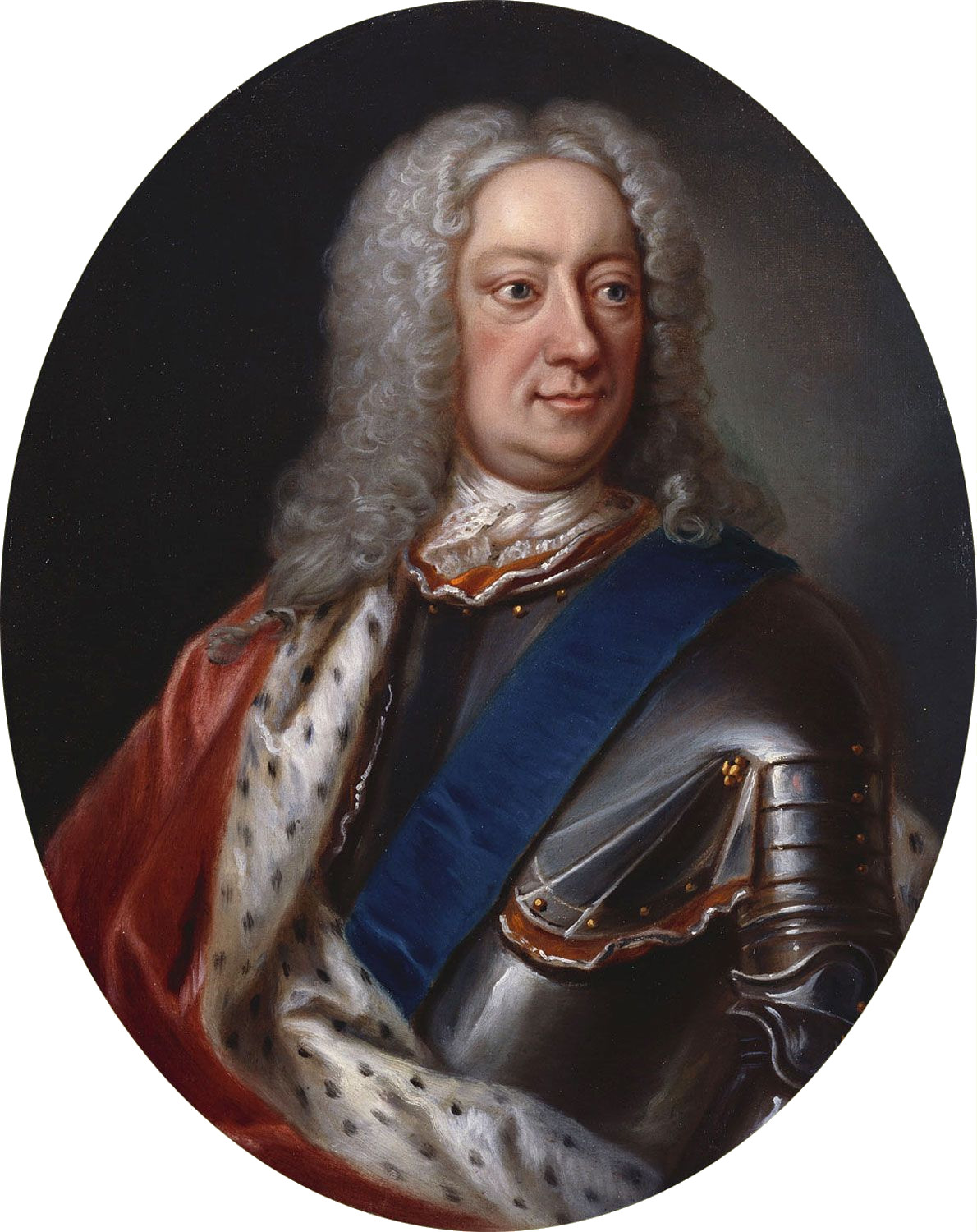
Георг II 1727-1760 Король Великобритании  и курфюрст Ганноверский
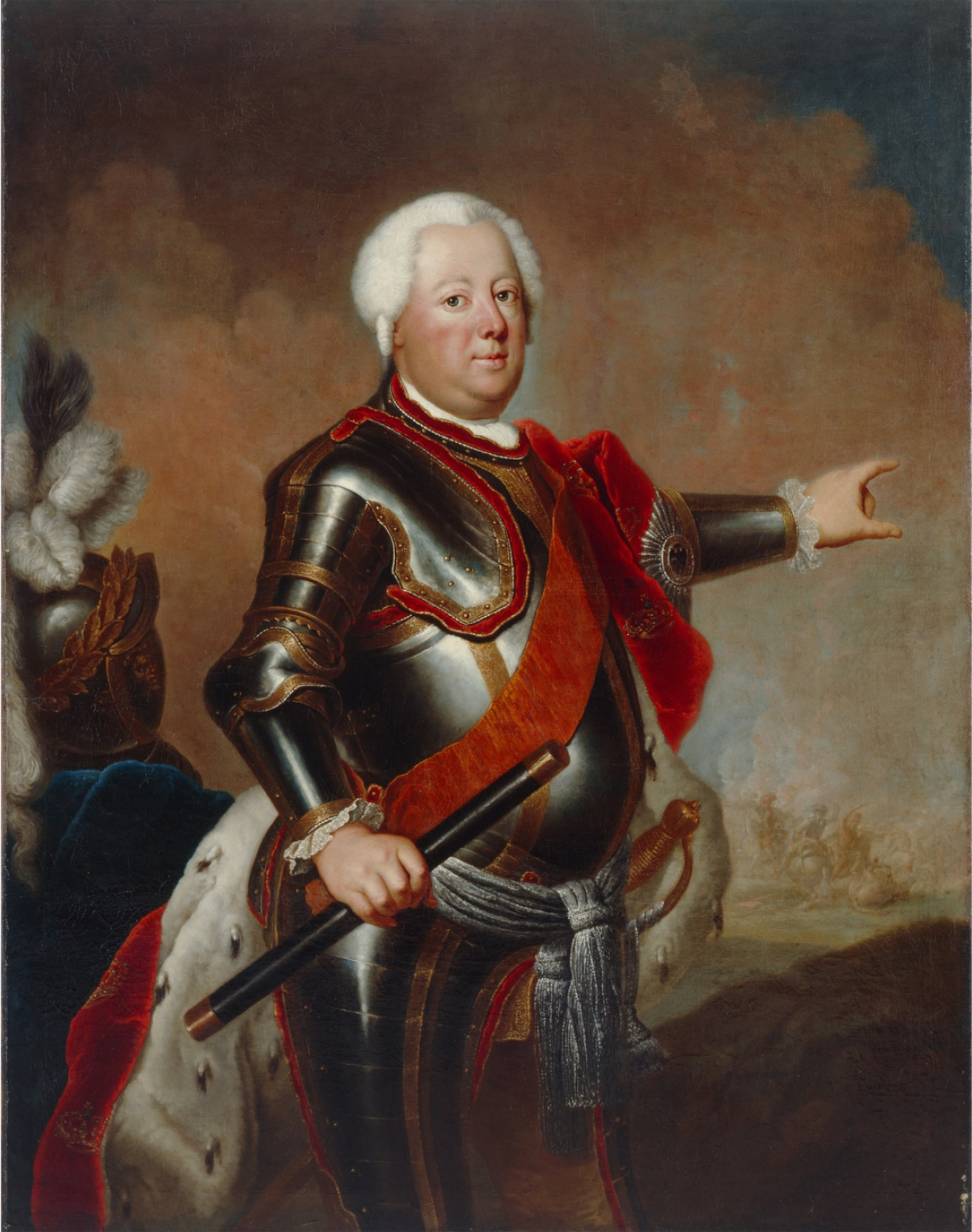
Фридрих Вильгельм I 1713-1740 Король Пруссии
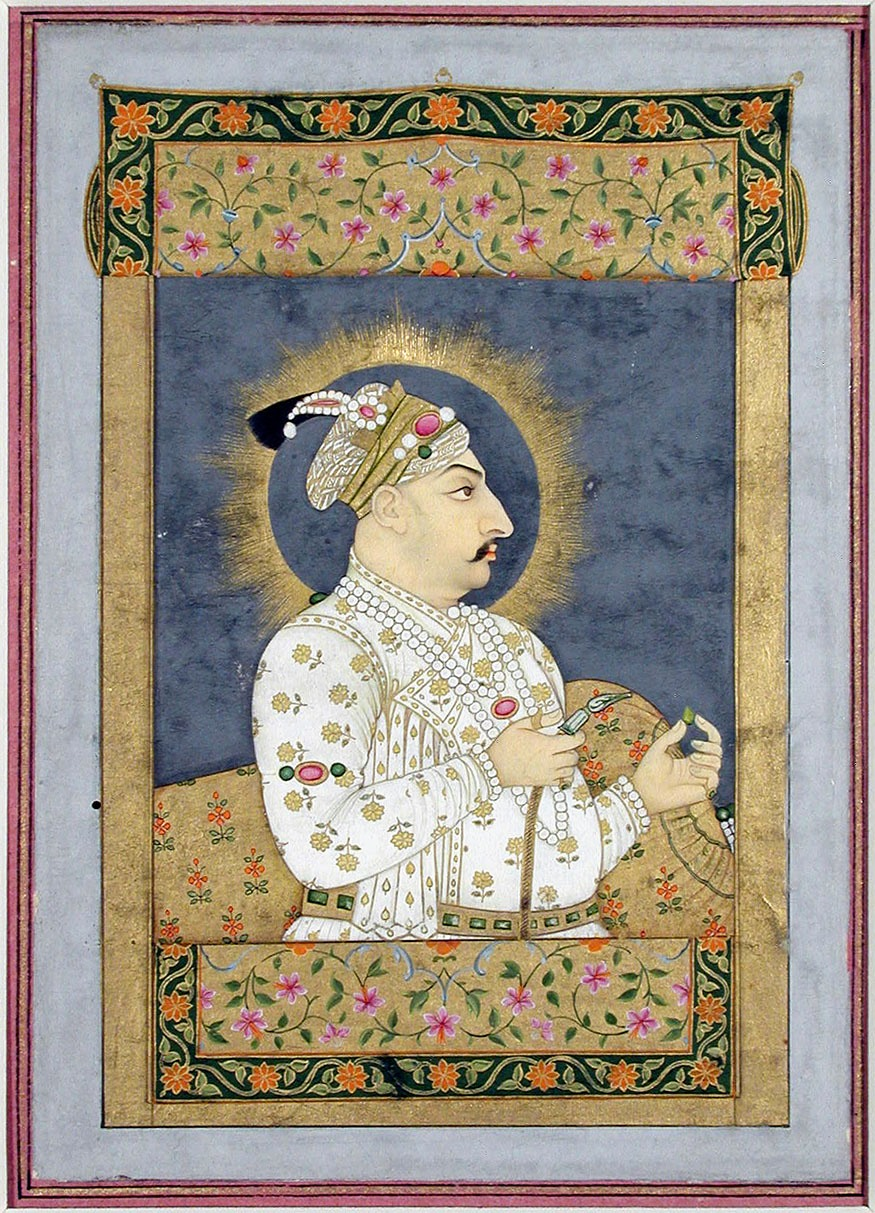
Мухаммад Шах 1719-1748 Падишах империи Великих Моголов
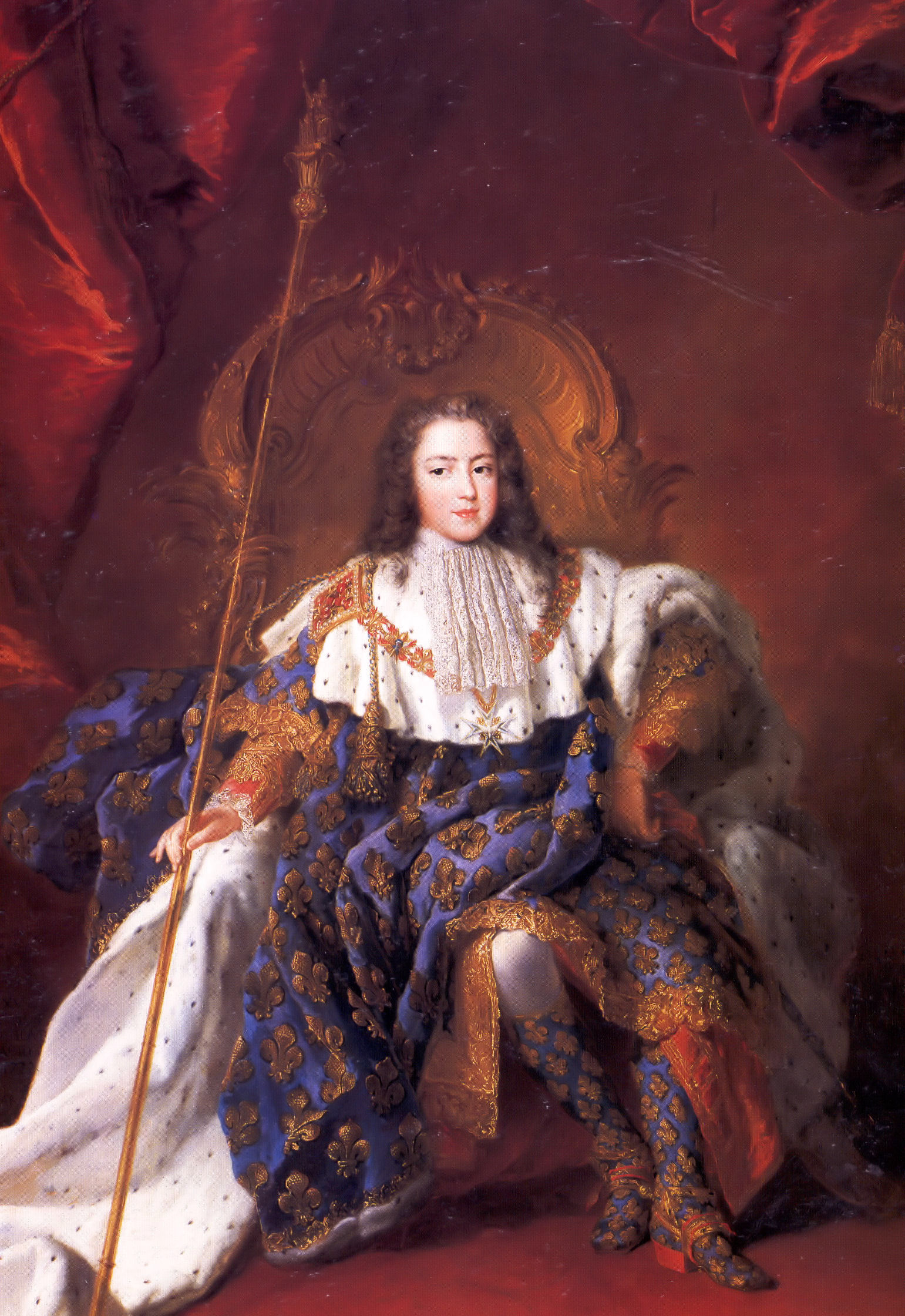
Людовик XV 1715-1774 Король Франции и Наварры
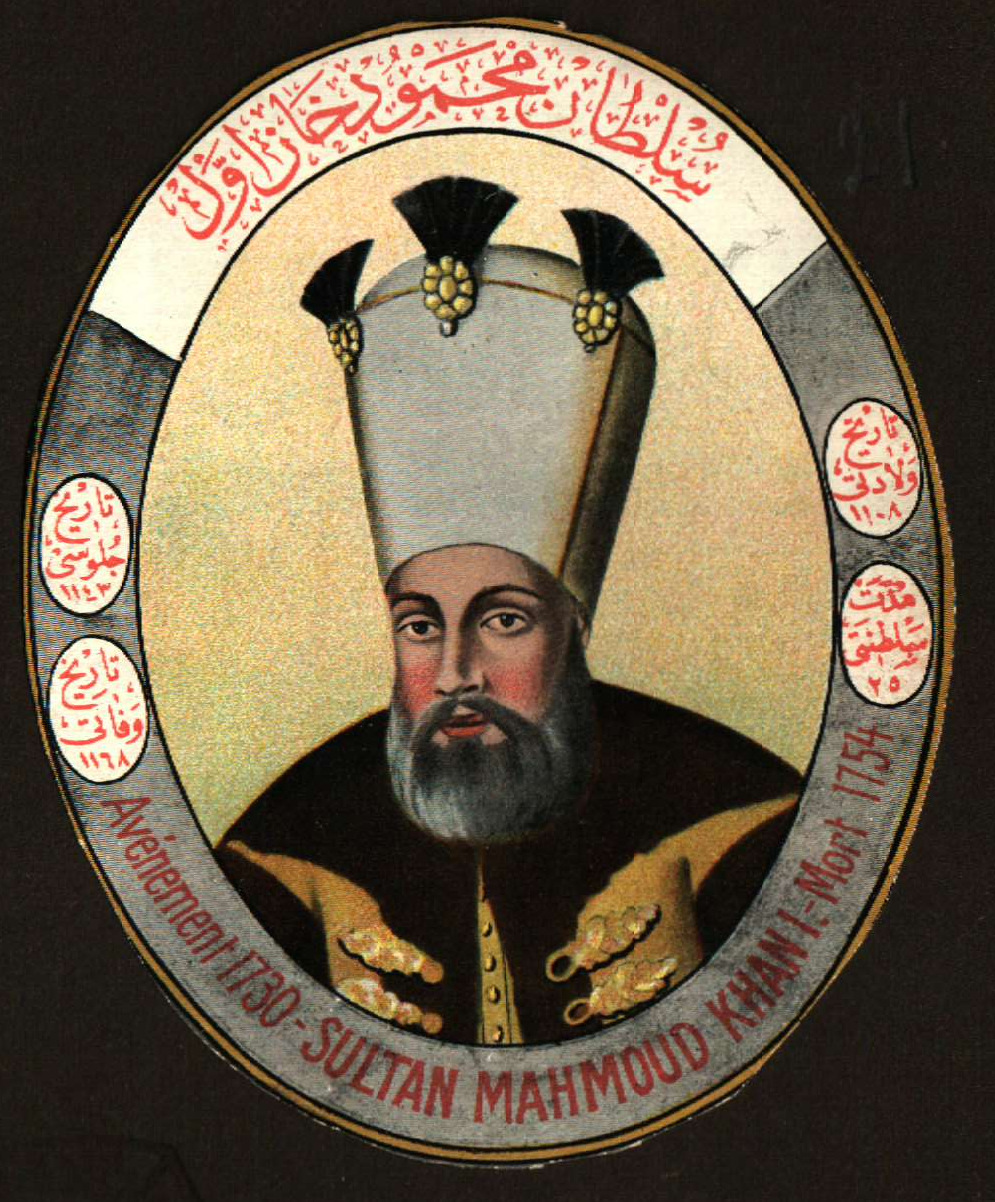
Махмуд I 1730-1754 Османский султан
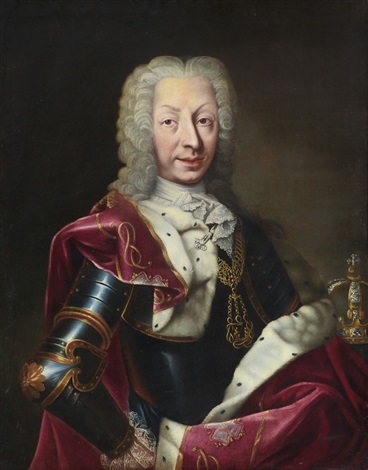
Карл Эммануил III 1730-1773 Король Сардинии
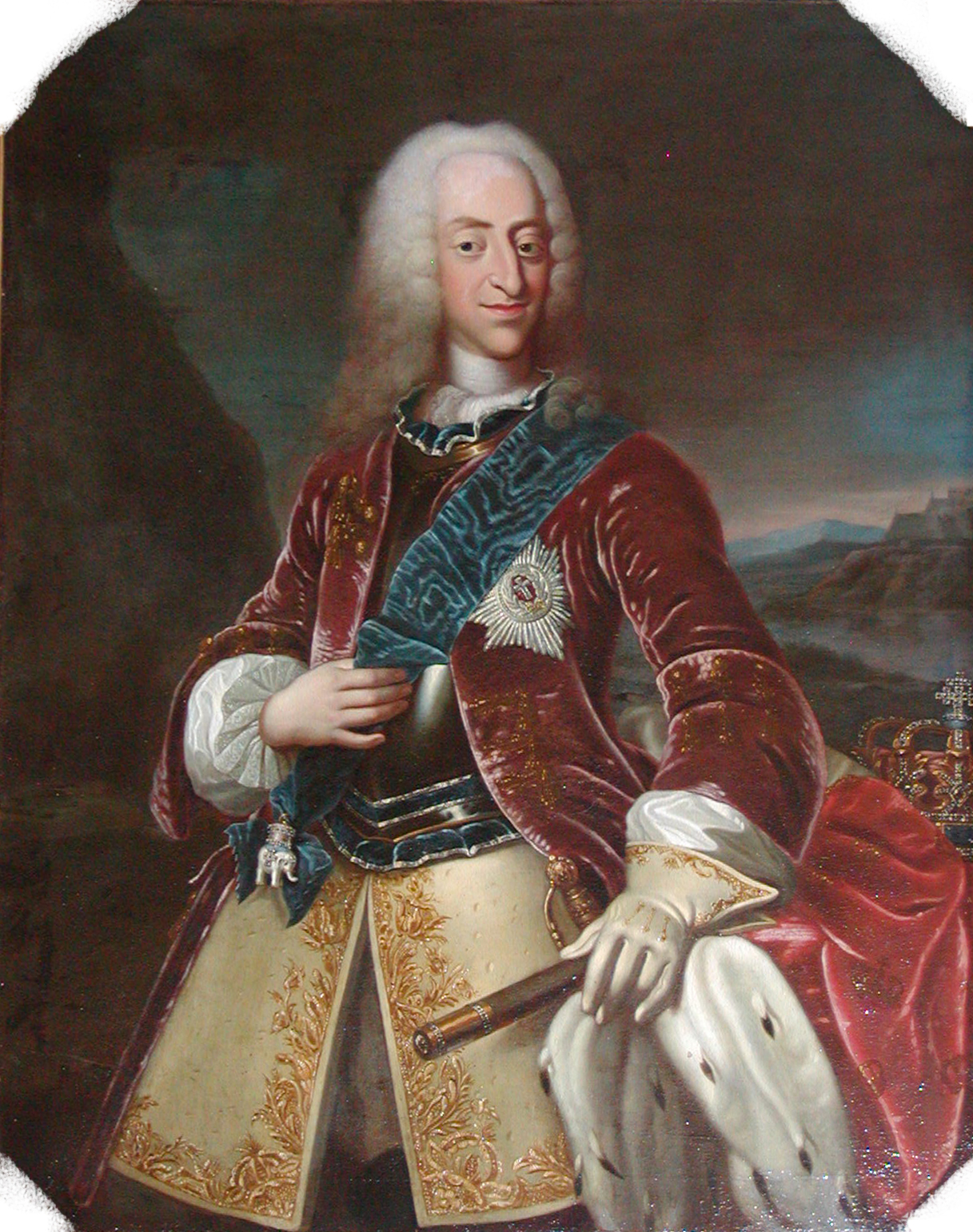
Кристиан VI 1730-1746 Король Дании и Норвегии
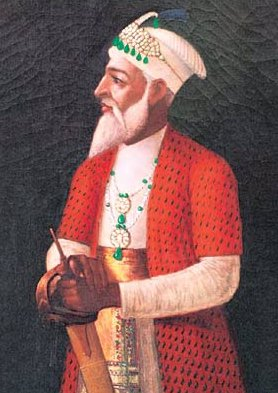
Асаф Джах I 1724-1748 Низам Хайдарабада
Токугава Ёсимунэ 1716-1745 Сёгун Японии
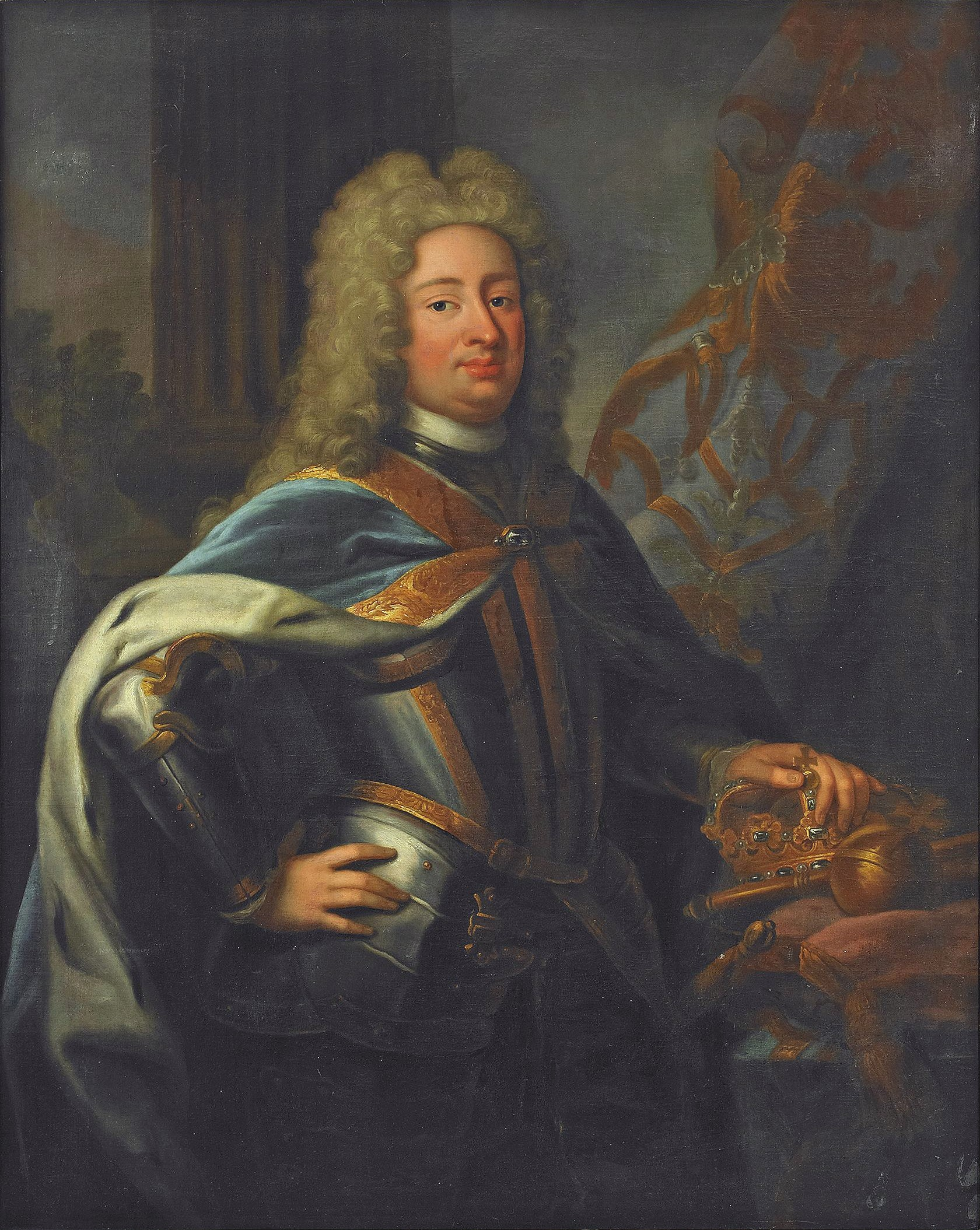
Фредерик I 1770-1751 Король Швеции
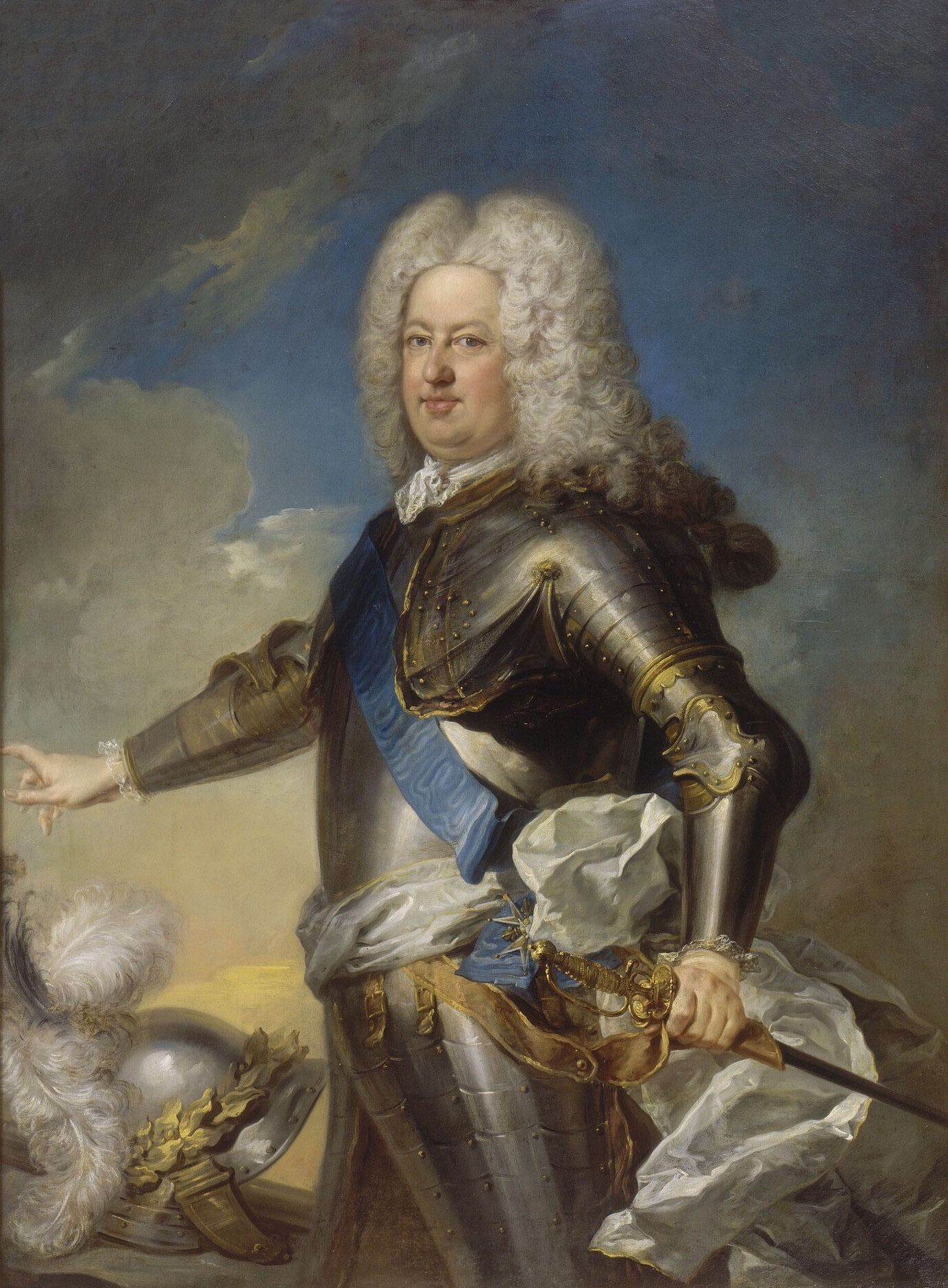
Станислав Лещинский 1704-1709,1733-1734 Король Польши, великий князь Литовский
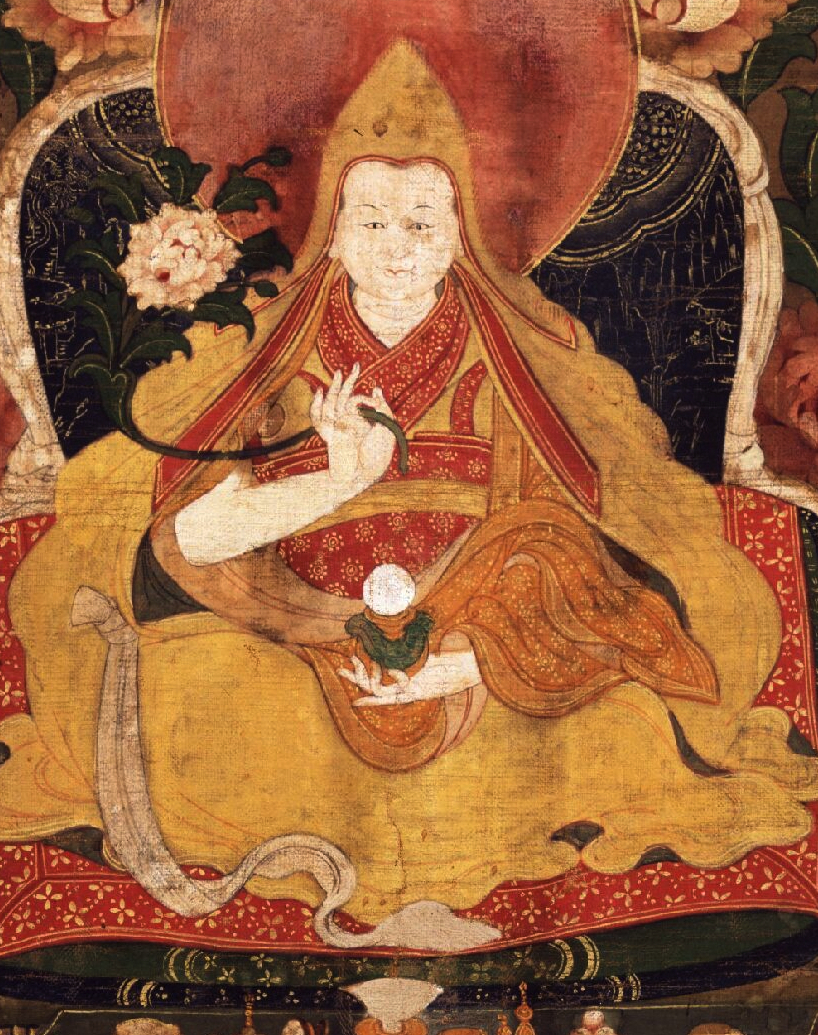
Далай-лама VII 1720-1757 Правитель Тибета
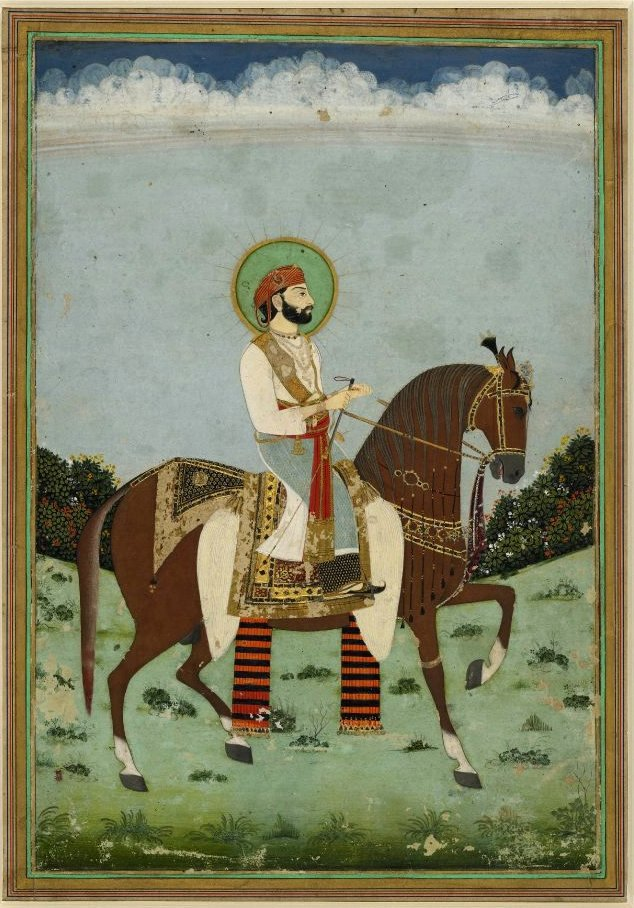
Джай Сингх II 1699-1743 Махараджа Джайпура
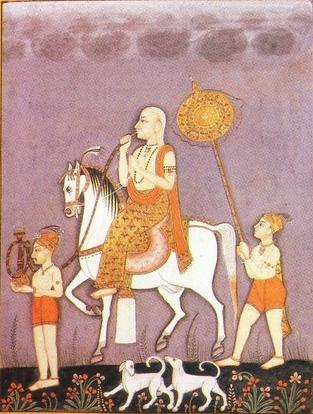
Шахуджи I 1707-1749 Чхатрапати маратхов
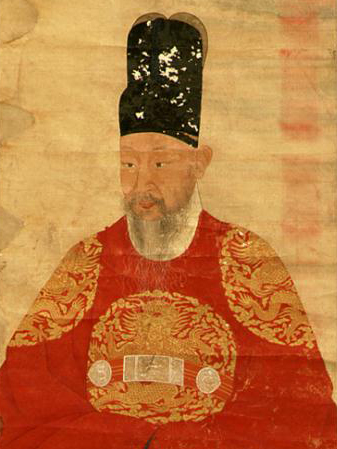
Ёнджо 1724-1776 Ван Чосона
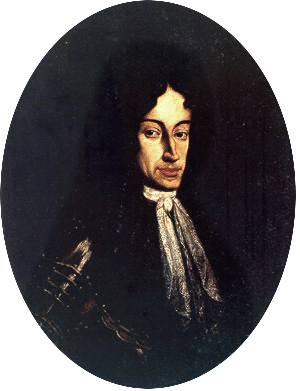
Ринальдо д’Эсте 1694-1737 Герцог Модены и Реджо
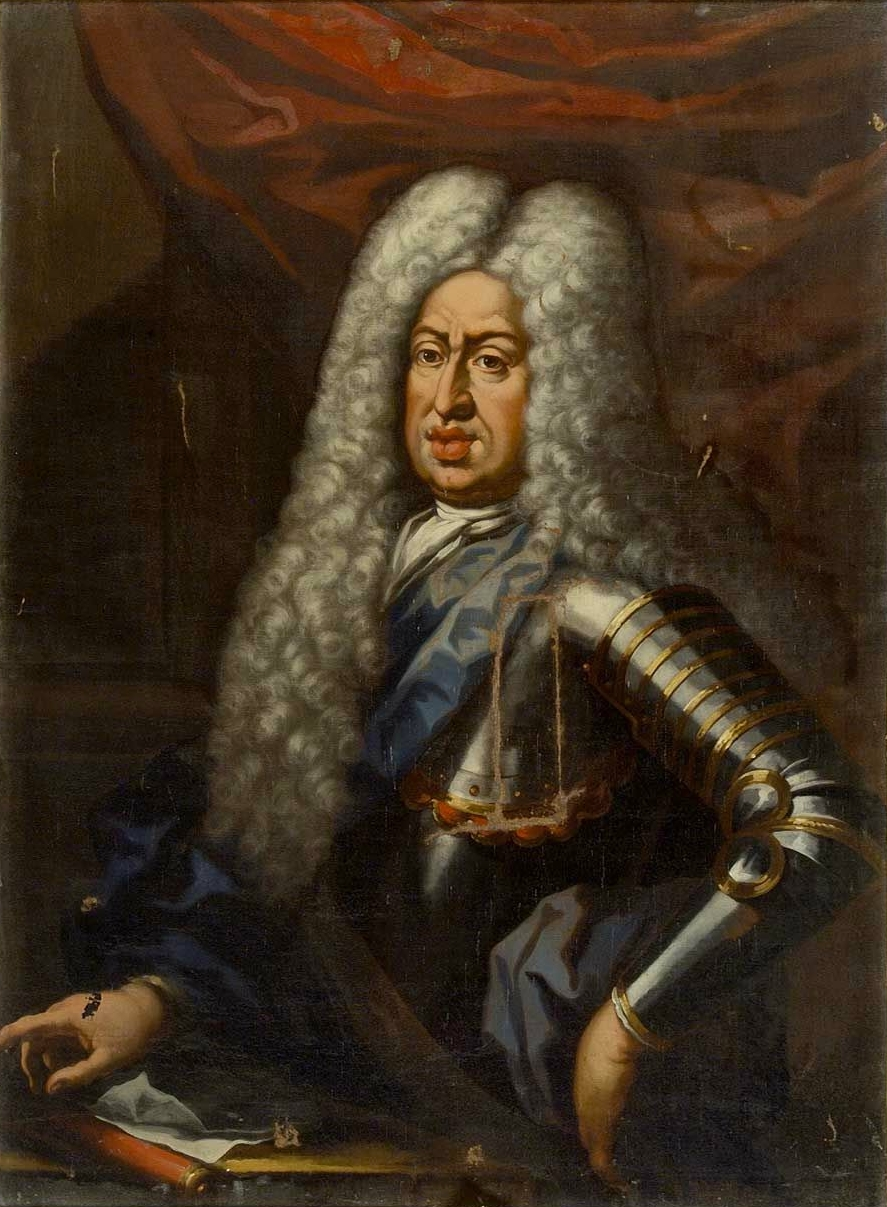
Джан Гастоне Медичи 1723-1737 Великий герцог Тосканский
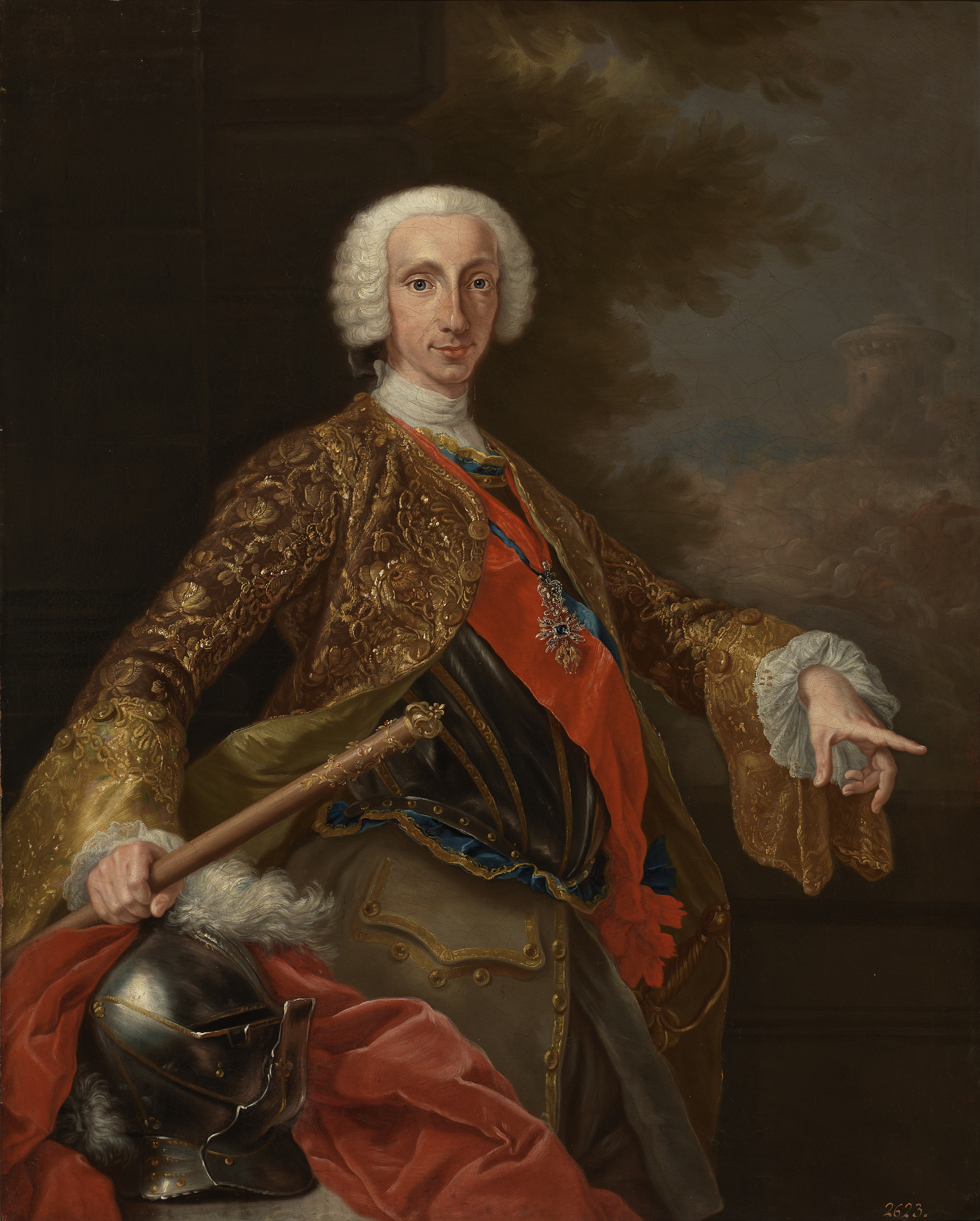
Карл I Бурбон 1731-1735 Герцог Пармский
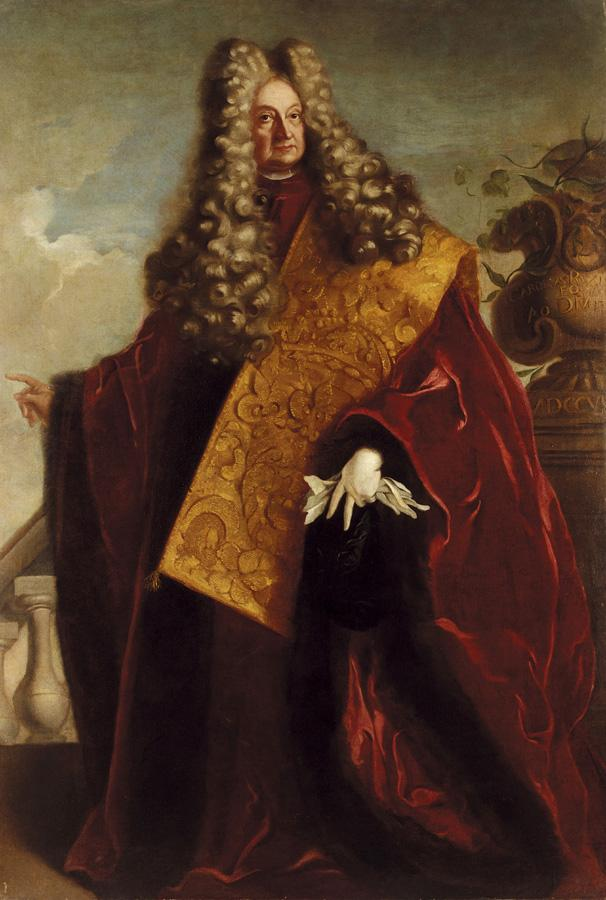
Карло Руццини 1732-1735 Дож Венеции
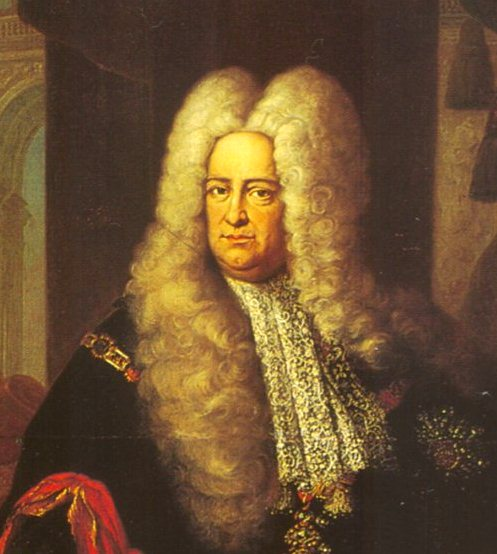
Карл III Филипп 1716-1742 Курфюрст Пфальца
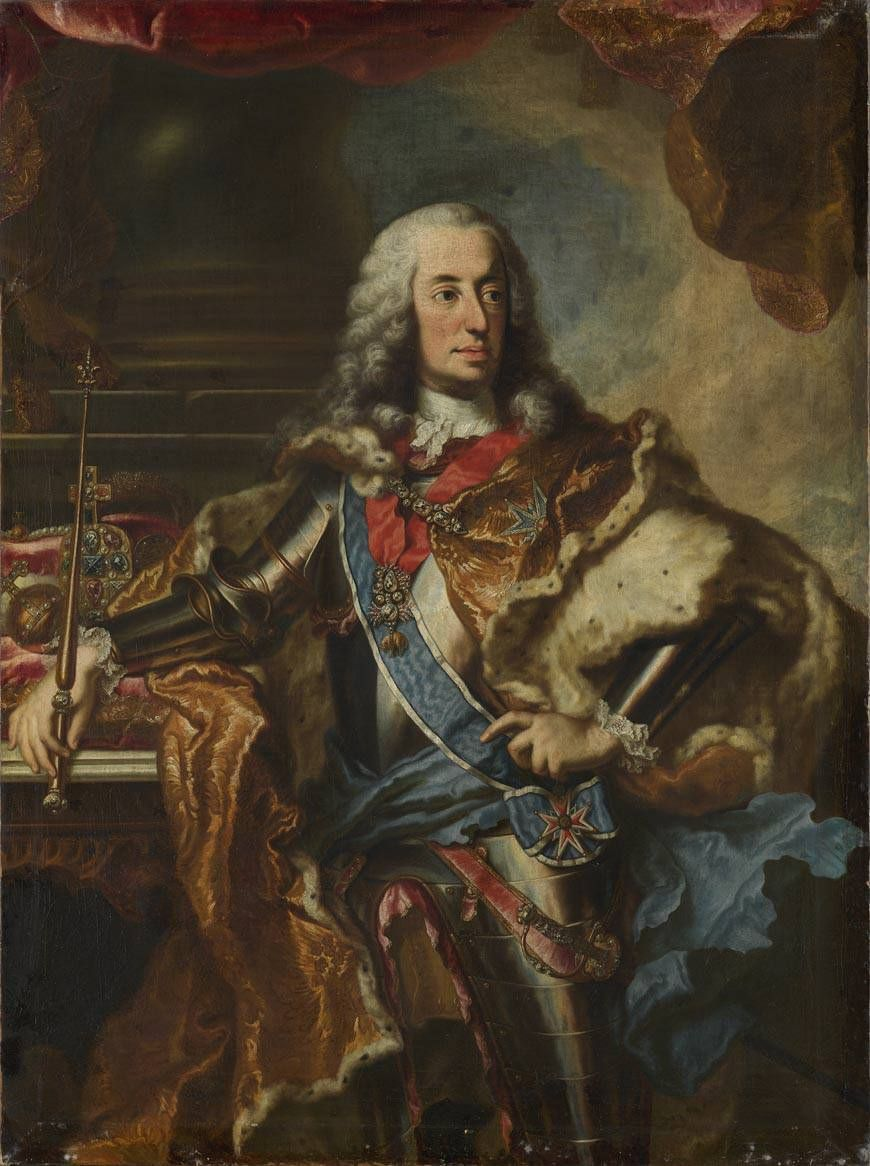
Карл Альбрехт 1726-1745 Курфюрст Баварии
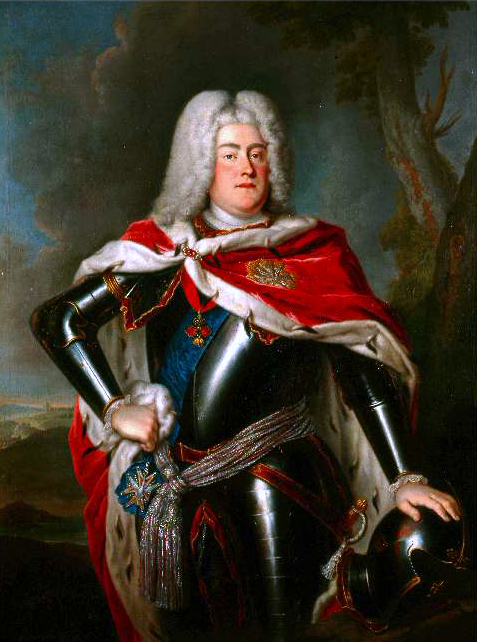
Фридрих Август II 1733-1763 Курфюрст Саксонии
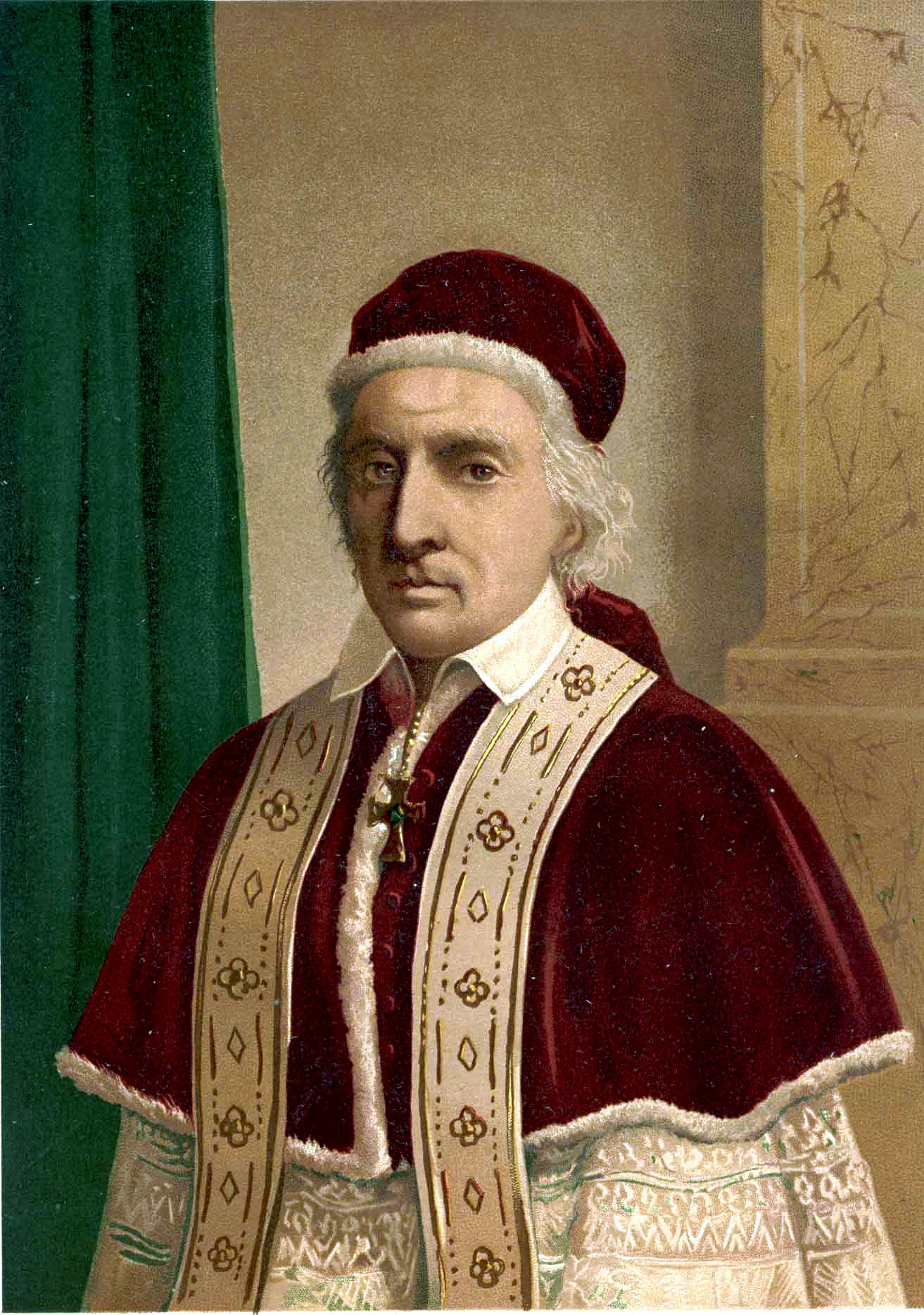
Климент XII 1730-1740 Папа Римский